# Santa Teresa (Iguala)
Santa Teresa es una localidad del estado mexicano de Guerrero. Es parte del municipio de Iguala de la Independencia.

## Toponimia
El nombre de la población hace referencia a la santa patrona de la localidad: Teresa de Ávila.

## Demografía
| Gráfica de evolución demográfica |
|                                  |

| Censo | Población |
| ----- | --------- |
| 1950  | 1 392     |
| 1960  | 1 770     |
| 1970  | 2 459     |
| 1980  | 2 295     |
| 1990  | 2 880     |
| 2000  | 2 883     |
| 2010  | 2 676     |
| 2020  | 2 809     |